# Cristian Bonilla
Cristian Harson Bonilla Garzón (Manizales, 20 giugno 1993) è un ex calciatore colombiano, di ruolo portiere.

## Carriera

### Club
Ha esordito il 17 febbraio 2010 in prima squadra col Boyacá Chicó, grazie all'allenatore Alberto Gamero nell'1-1 casalingo contro il Deportivo Pereira ad appena 16 anni e 8 mesi. Nel 2012 viene acquistato dall'Atlético Nacional, squadra con la quale vince il campionato di apertura e chiusura nella stagione successiva, oltre alla coppa nazionale. Il 1º gennaio 2015 viene ceduto con la formula del prestito annuale al La Equidad. Al rientro con l'Atlético trova molto meno spazio in prima squadra, quindi riviene mandato, sempre in prestito al club de La Equidad. Nella stagione 2018-2019, viene ingaggiato dagli arabi dell'Al-Fayha, militanti nel massimo campionato in Arabia Saudita.. Fa il suo esordio il 31 agosto 2018 nella sconfitta per 1-0 contro l'Al-Hilal Riyad. L'11 febbraio 2019 rimane svincolato. Il 24 luglio successivo, viene così ingaggiato per la terza volta (stavolta a titolo definitivo) dal La Equidad, tornando così in Colombia.

### Nazionale
Nel 2011 viene convocato nell'Under-20 per prendere parte al campionato mondiale di calcio Under-20, avventura conclusasi ai Quarti di finale nella sconfitta contro il Messico per 3-1. Nel 2013, invece viene convocato per il Campionato sudamericano Under-20, torneo poi vinto dalla compagine colombiana per la terza volta nella sua storia (vittoria per 2-1 in finale contro il Paraguay).
Viene convocato per la Copa América Centenario negli Stati Uniti, pur non disputando nemmeno un minuto di gara. Nel 2016 ha difeso i pali per la Nazionale Olimpica, disputando 4 gare prima dell'eliminazione col Brasile, poi campione di quell'edizione.

## Statistiche

### Cronologia presenze e reti in nazionale
| Cronologia completa delle presenze e delle reti in nazionale ― Colombia olimpica | Cronologia completa delle presenze e delle reti in nazionale ― Colombia olimpica | Cronologia completa delle presenze e delle reti in nazionale ― Colombia olimpica | Cronologia completa delle presenze e delle reti in nazionale ― Colombia olimpica | Cronologia completa delle presenze e delle reti in nazionale ― Colombia olimpica | Cronologia completa delle presenze e delle reti in nazionale ― Colombia olimpica | Cronologia completa delle presenze e delle reti in nazionale ― Colombia olimpica | Cronologia completa delle presenze e delle reti in nazionale ― Colombia olimpica |
| Data                                                                             | Città                                                                            | In casa                                                                          | Risultato                                                                        | Ospiti                                                                           | Competizione                                                                     | Reti                                                                             | Note                                                                             |
| -------------------------------------------------------------------------------- | -------------------------------------------------------------------------------- | -------------------------------------------------------------------------------- | -------------------------------------------------------------------------------- | -------------------------------------------------------------------------------- | -------------------------------------------------------------------------------- | -------------------------------------------------------------------------------- | -------------------------------------------------------------------------------- |
| 4-8-2016                                                                         | Manaus                                                                           | Svezia olimpica                                                                  | 2 – 2                                                                            | Colombia olimpica                                                                | Olimpiadi 2016 - 1º turno                                                        | -2                                                                               |                                                                                  |
| 7-8-2016                                                                         | Manaus                                                                           | Colombia olimpica                                                                | 2 – 2                                                                            | Giappone olimpica                                                                | Olimpiadi 2016 - 1º turno                                                        | -2                                                                               |                                                                                  |
| 10-8-2016                                                                        | San Paolo                                                                        | Colombia olimpica                                                                | 2 – 0                                                                            | Nigeria olimpica                                                                 | Olimpiadi 2016 - 1º turno                                                        | -                                                                                |                                                                                  |
| 13-8-2016                                                                        | San Paolo                                                                        | Brasile olimpica                                                                 | 2 – 0                                                                            | Colombia olimpica                                                                | Olimpiadi 2016 - Quarti di finale                                                | -2                                                                               |                                                                                  |
| Totale                                                                           |                                                                                  | Presenze                                                                         | 4                                                                                |                                                                                  | Reti                                                                             | -6                                                                               |                                                                                  |

## Palmarès

### Club

#### Competizioni nazionali
- Copa Colombia: 1

Atlético Nacional: 2012
- Súper Liga: 2

Atlético Nacional: 2012

#### Competizioni internazionali
```
* 
Recopa Sudamericana
: 1 
```

Atlético Nacional: 2017

### Nazionale
- Campionato sudamericano Under-20: 1

2013

### Individuale
- Campionato sudamericano di calcio Under-20 Top 11: 1

2013